# Parti pirate estonien
Le Parti pirate estonien (en estonien : Eesti Piraadipartei) est un parti politique estonien qui se base sur le modèle du  Parti pirate suédois. Il milite pour une réforme de la propriété intellectuelle, défend la liberté d'expression et le respect de la vie privée. Le parti est fondé le 26 juin 2009 à Tartu,, et est membre du Parti pirate international.
Le parti est peu actif dans la vie politique estonienne. Le 18 mars 2012, le Parti pirate estonien élit un nouveau bureau politique et réactive son site web.